# خلط وراثي
الخلط الوراثي (بالإنجليزية: Genetic mixing)‏ هي عملية تأشيب جيني في تجمع سكاني وعبر الأجيال.

## العملية
تتم عملية الخلط الوراثي على مستويين، على مستوى الفرد وفي مرحلة التكاثر.

### على مستوى الفرد
يحدث الخلط الوراثي في الفرد كما في حالات التعابر الكروموسومي أو إعادة التكوين والارتباط خلال عملية الانقسام الاختزالي مما يساهم في التنوع الجيني للأمشاج التي ينتجها الكائن أو الفرد ذاته.

### على مستوى التكاثر
يحدث الخلط الوراثي في الأنواع حقيقية النوى أثناء عملية التكاثر. يمتلك كل فرد أليلين من جين متغاير الألائل (بالإنجليزية: Heterozygote)‏ (وإلا فالحالة تدعى بتماثل الألائل (بالإنجليزية: Homozygote)‏). خلال عملية التكاثر الجنسي، سيرث الفرد الجديد أحد الأليلين من أحد والوالدين ويرث أحد الأليلين من الوالد (أو الوالدة) الثاني.
لذا، فإن الإرث الجيني يتكون عشوائيا من أجزاء موروثة من كلا الوالدين، وهذه يسمح بانتشار المواد الوراثية داخل النوع.